# Olivier Mahafaly Solonandrasana
Olivier Mahafaly Solonandrasana (Nosy Be, 21 de junho de 1964) é um político malgaxe e foi primeiro-ministro de Madagáscar de 2016 a 2018.